# Borislav Kostić
Pour les articles homonymes, voir Kostić.
Borislav Kostić (parfois Boris, Bora, Kostic, Kostisch) (né le 24 février 1887 à Vršac, Autriche-Hongrie (aujourd'hui en Serbie), mort le 3 novembre 1963 à Belgrade) est un grand maître serbe du jeu d'échecs.

## Biographie et carrière
Kostić apprit à jouer aux échecs vers l'âge de dix ans, et fit de rapides progrès tandis qu'il étudiait le commerce oriental à Budapest. Il passa également du temps à Vienne, la capitale des échecs d'alors, ce qui lui permit de pratiquer le jeu à haut niveau.
En 1910, il parvint à Cologne et de là, voyagea beaucoup, surtout dans les Amériques, jouant des matchs contre des champions locaux et démontrant ses étonnantes capacités en partie simultanée à l'aveugle. À New York en 1916, il joua contre 20 adversaires sans voir les échiquiers, gagna 19 parties et annula la dernière tout en conversant courtoisement avec les adversaires et les spectateurs.
Kostić joua aussi des matchs plus formels contre Frank Marshall à Cologne en 1911 (victoire 2 à 1), Jackson Showalter et Paul Saladin Leonhardt et les remporta tous. À La Havane 1919, cette série de victoires se termine brutalement avec une défaite 0 à 5 contre José Raúl Capablanca. Il participe également à des tournois aux États-Unis, notamment à New York 1916, Chicago 1918 et New York 1918, où il finit 2e derrière Capablanca.
Dans le circuit européen, il remporta le tournoi de Stockholm 1913, finit premier au tournoi de Hastings 1921-1922. À Trencianske Teplice 1928, il finit 1er devant László Szabó et Xavier Tartakover. À Bled 1931, il est 10e, mais bat cependant d'excellents joueurs tels que Géza Maróczy, Edgard Colle et Vasja Pirc, le tournoi est considéré comme l'un des plus forts de cette période. À Bucarest 1932, il remporte le titre de champion de Roumanie. À Belgrade 1935, il partage le titre de champion de Yougoslavie avec Pirc et devient le champion unique en 1938. Il est aussi premier sans partage à Ljubljana la même année.
De 1923 à 1926, Kostić voyagea partout dans le monde, y compris en Australasie, en Extrême-Orient, en Afrique, en Inde et en Sibérie, démontrant ses facultés hors du commun, suscitant de l'intérêt et nouant des contacts au fil de ses rencontres. Il était sans conteste un ambassadeur efficace du jeu, bien que cela ait probablement nuit à sa carrière de joueur.
À la fin des années 1920, il fit une tournée des Amériques et commence une série de quatre participations aux olympiades, représentant la Yougoslavie de 1927 à 1937.
Pendant la Seconde Guerre mondiale, Kostić, qui est juif, est capturé par les Nazis et emprisonné dans un camp de concentration.
Il joue ensuite à un moins haut niveau. Il participe encore au tournoi des vétérans à Zurich 1962, qu'il remporte.
Kostić se vit attribuer le titre de grand maître international par la Fédération internationale des échecs en 1950.
Il est mort à Belgrade en 1963, à l'âge de 76 ans.